# خوسيه دياز (لاعب كرة قاعدة)
خوسيه دياز (بالإسبانية: Elías Díaz)‏ هو لاعب كرة قاعدة فنزويلي، ولد في 17 نوفمبر 1990 في ماراكايبو في فنزويلا.

## وصلات خارجية
- خوسيه دياز على موقع دوري كرة القاعدة الرئيسي (الإنجليزية)
- خوسيه دياز على موقعبيزبول رفرنس.كوم (الدوري الرئيسي) (الإنجليزية)
- خوسيه دياز على موقعبيزبول رفرنس.كوم (الدوري الثانوي) (الإنجليزية)
- خوسيه دياز على موقع إي إس بي إن.كوم (أم.أل.بي) (الإنجليزية)
- خوسيه دياز على موقع مشجعي الرسوم البيانية (الإنجليزية)